# Центральный (спортивный комплекс)
Спорти́вный ко́мплекс «Центра́льный» — спортивный комплекс, расположенный в центре Тюмени. Вмещает 1440 зрителей. Построен в 2004 году. Ориентирован на проведение соревнований по различным видам спорта (футзал, волейбол, баскетбол, греко-римская борьба, спортивные танцы, настольный теннис), шоу-программы.
Является домашней ареной мини-футбольного клуба «Тюмень», волейбольного клуба «Тюмень» и прочих тюменских клубов.
Из значимых событий в истории арены можно отметить товарищеский матч между мини-футбольными сборными России и Бразилии, прошедший 19 января 2011 года (завершился со счётом 3:1 в пользу бразильцев).

## Адрес
- Россия, Тюменская область, г. Тюмень, ул. Орджоникидзе, д. 60, корпус 1